# ジョリー&マリー恋の方程式
『ジョリー&マリー恋の方程式』（ジョリー&マリーこいのほうていしき）は、曽祢まさこによる日本の漫画作品。
『なかよし』（講談社）にて連載された。

## 書誌情報
- ジョリー&マリー恋の方程式、初版発行日1979年6月5日
  - あればうわさのシンデレラ／天使がすんでるあの町は／ダウンタウン狂詩曲／だめネコ専科